# 牧瀬かおる
牧瀬かおる（まきせ かおる、1947年〈昭和22年〉 - ）は、日本の児童文学作家。

## 経歴
岡山県生まれ。障がい児教育に、教諭、保育士として39年間勤務。(支援学校、通園施設)。 
執筆する児童書では、お年寄りへのボランティア活動で自ら実践している腹話術を全日本あすなろ腹話術協会会長・福大介の言葉を添えて紹介しているほか、アニマルセラピーボランティア会主催・久保義介のアニマルヒーリングの取り組みなども紹介している。

## 著作
- 『アガパンサスの咲く頃に - ぼくのおばあちゃん』（文芸ビジュアルアート社） 2008年
- 『幸せを運ぶ腹話術人形げんちゃんとダイスケ』（ブライト出版） 2008年
- 『ぼく、ラッキー - 昭和的雑種犬ワンコの物語』（ブライト出版） 2010年
- 『おつきたん見てる?』（イーフェニックス） 2011年
- 『万華鏡の少女』（イーフェニックス） 2012年